# Lítla Dímun

Lítla Dímun [ˈlʊitla ˈdʊimʊn] (en danois : Lille Dimon : « Petit Dímun ») est la plus petite île des 18 îles Féroé au Danemark ; elle est déserte en permanence.

## Géographie
Lítla Dímun est proche de l'île de Stóra Dímun (Grand Dimun) qui est habitée ; les deux iles sont situées dans la partie sud des îles Féroé, à mi-chemin entre les îles de Skúvoy et de Sandoy au nord et celle de Suðuroy au sud-ouest. Administrativement, l'île relève de la commune de Hvalba sur Suðuroy.
Selon le linguiste et philologue féroïen Jákup Jakobsen, Dímun vient probablement du celtique proto-nordique et signifie "deux collines" (« di » signifie « deux » ; « mun », est un vestige du mot celtique « muinn » : cou, col, dos ou colline), en référence aux deux îles voisines de Great Dimun et Little Dimun ; litla signifie petite.
Une particularité de l'île est que son sommet est souvent recouvert d'un nuage lenticulaire, qui ressemble alors à un chapeau posé sur l'île.

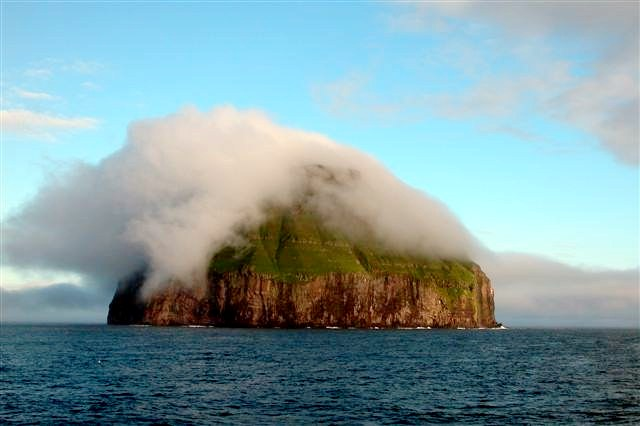
Lítla Dímun ennuagée.

## Description
Lítla Dímun a une superficie de 0,82 km2 ; son point culminant est Rávan, à 414 mètres au-dessus du niveau de la mer.
L'île a toujours été inhabitée, car elle est pentue et très difficile à gravir ; le sommet est un petit plateau. Des animaux y sont présents : les oiseaux, notamment les Macareux moine et les pétrels tempête, y sont très nombreux. Des moutons y paissent (270 en 2004) : ils sont amenés sur l'île dans un bateau de pêche au printemps et capturés à nouveau à l'automne pour être tondus ; la présence de moutons sur l'île est signalée dans la Saga des Féroïens écrite entre 1210 et 1220. Jusqu'aux années 1860, les moutons présents sur l'île étaient des moutons sauvages noirs à laine courte, similaires aux moutons de Soay dans l'archipel de Saint-Kilda, au large de la côte ouest de l'Écosse, probablement issus des premiers moutons amenés en Europe du Nord au cours de la période néolithique.

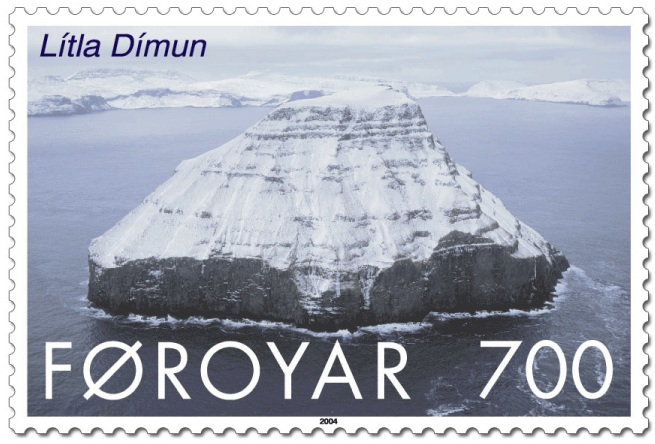
Lítla Dímun en hiver. Timbre postal féroïen de 2004

Litla Dímun est jusqu'en 1850 propriété du roi de Danemark ; devant l'impossibilité d'y établir une ferme, le roi Frédéric VII la fait mettre en vente aux enchères le 24 juillet 1852 ; l'île est achetée par les habitants de Hvalba et Sandvík pour 4 820 rigsdaler danois (environ 1 300 euros).
Depuis le naufrage en 1918 d'une goélette danoise, projetée sur Lítla Dímun par un coup de vent, dont les six membres d'équipage purent survivre sur l'île pendant dix-sept jours avant d'être découverts et secourus par un bateau de pêche, il est toujours laissé du charbon, des allumettes, des boîtes de conserve et de l'eau potable pour d'éventuels autres naufragés qui viendraient à s'y échouer.